# Еміль Отто Грундман
Еміль Отто Грундманн (англ. Emil Otto Grundmann; 1844—1890) — американський і німецький художник.

## Біографія
Народився в 1844 році в Майсені.
Навчався живопису в Антверпені у бельгійського художника Хендріка Лейса, потім, — в Дюссельдорфі. Після цього переїхав в Америку, ставши відомим художником. Займався викладацькою роботою — був першим директором школи Музею витончених мистецтв в Бостоні, серед засновників якої був його друг по Антверпену Френсіс Міллєт. Його колегою по роботі в школі був Джозеф Де Камп.
Багато відомих американські художники відвідували його заняття і були під впливом європейських ідей Грундманна. Серед його студентів були — Едмунд Тарбелл, Едвард Поттер, Роберт Рід, Ернест Феноллоза, Френк Бенсон і Чарльз Тернер.
Помер, 27 серпня 1890 року в Дрездені. Його ім'ям названа одна з вулиць Майсена.

Деякі роботи
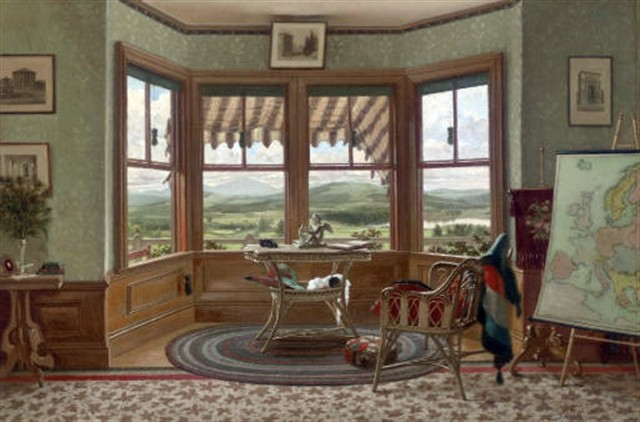
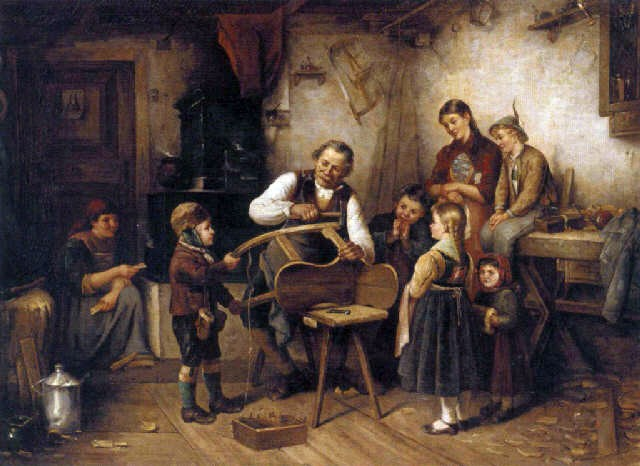